# Anthonyville (Arkansas)
Anthonyville es un pueblo ubicado en el condado de Crittenden en el estado estadounidense de Arkansas. En el Censo de 2010 tenía una población de 161 habitantes y una densidad poblacional de 550,11 personas por km².

## Geografía
Anthonyville se encuentra ubicado en las coordenadas 35°2′23″N 90°20′26″O / 35.03972, -90.34056. Según la Oficina del Censo de los Estados Unidos, Anthonyville tiene una superficie total de 0.29 km², de la cual 0.29 km² corresponden a tierra firme y (0%) 0 km² es agua.

## Demografía
Según el censo de 2010, había 161 personas residiendo en Anthonyville. La densidad de población era de 550,11 hab./km². De los 161 habitantes, Anthonyville estaba compuesto por el 8.7% blancos, el 89.44% eran afroamericanos, el 0% eran amerindios, el 0% eran asiáticos, el 0% eran isleños del Pacífico, el 0% eran de otras razas y el 1.86% pertenecían a dos o más razas. Del total de la población el 0% eran hispanos o latinos de cualquier raza.